# هیروشی میزونو
هیروشی میزونو (به ژاپنی: 水野 浩 みずの ひろし) ۲۳ آوریل ۱۸۹۹ – مرگ ۱۹۷۰، او یک بازیگر ژاپنی است.
از فیلم‌ها یا برنامه‌های تلویزیونی که وی در آن نقش داشته است می‌توان به ۱۳ آدم‌کش (فیلم ۱۹۶۳) در نقش «سانشویا توکوبی» (三州屋徳兵衛 کسی که در توقفگاه اوچی‌آی-جوکو در ترور همکاری کرد) اشاره کرد.